# Magneuptychia iris
Magneuptychia iris är en fjärilsart som beskrevs av Felder 1867. Magneuptychia iris ingår i släktet Magneuptychia och familjen praktfjärilar. Inga underarter finns listade i Catalogue of Life.